# Брюкс (бухта)

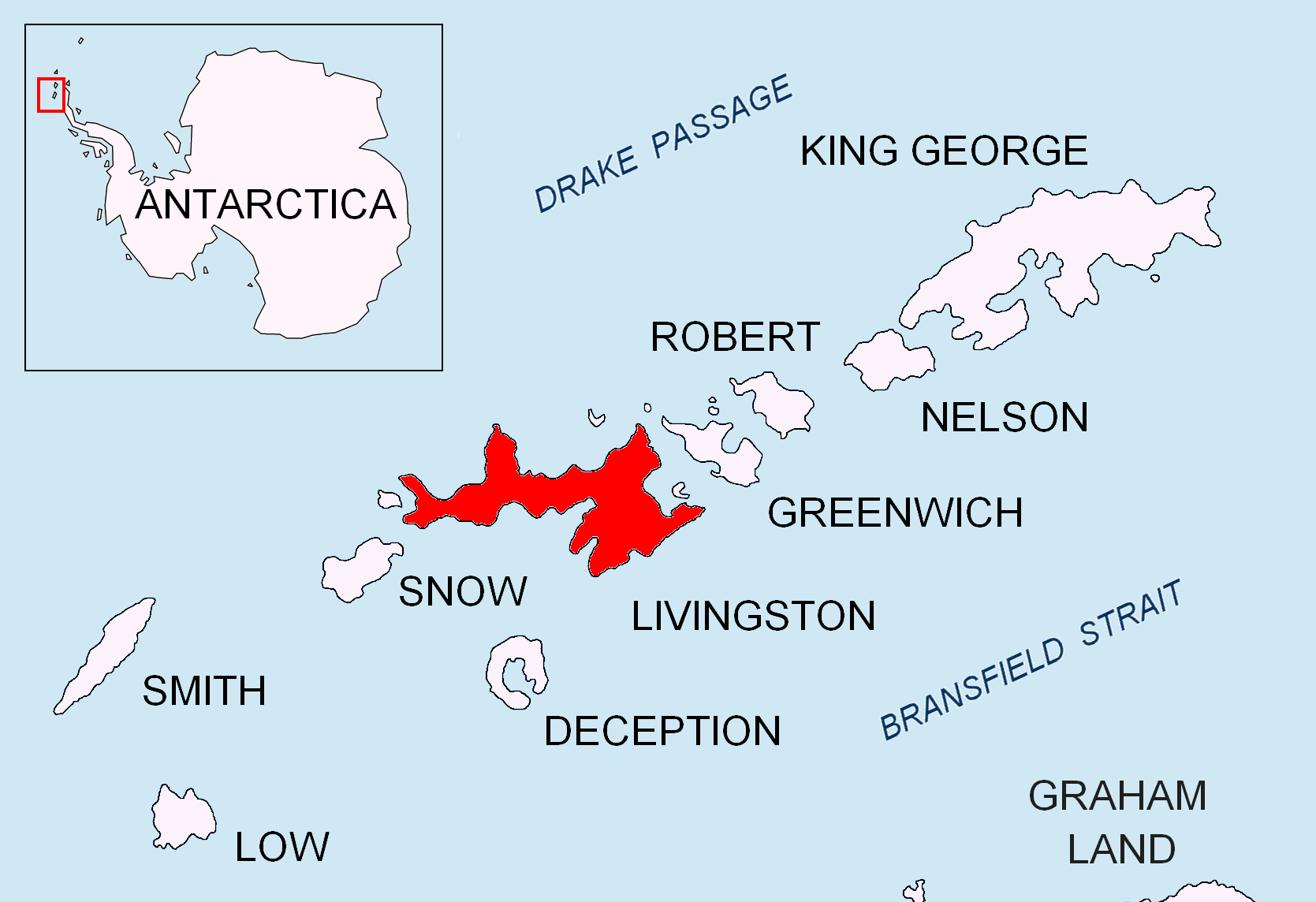
Розташування острова Лівінгстон на Південних Шетландських островах.

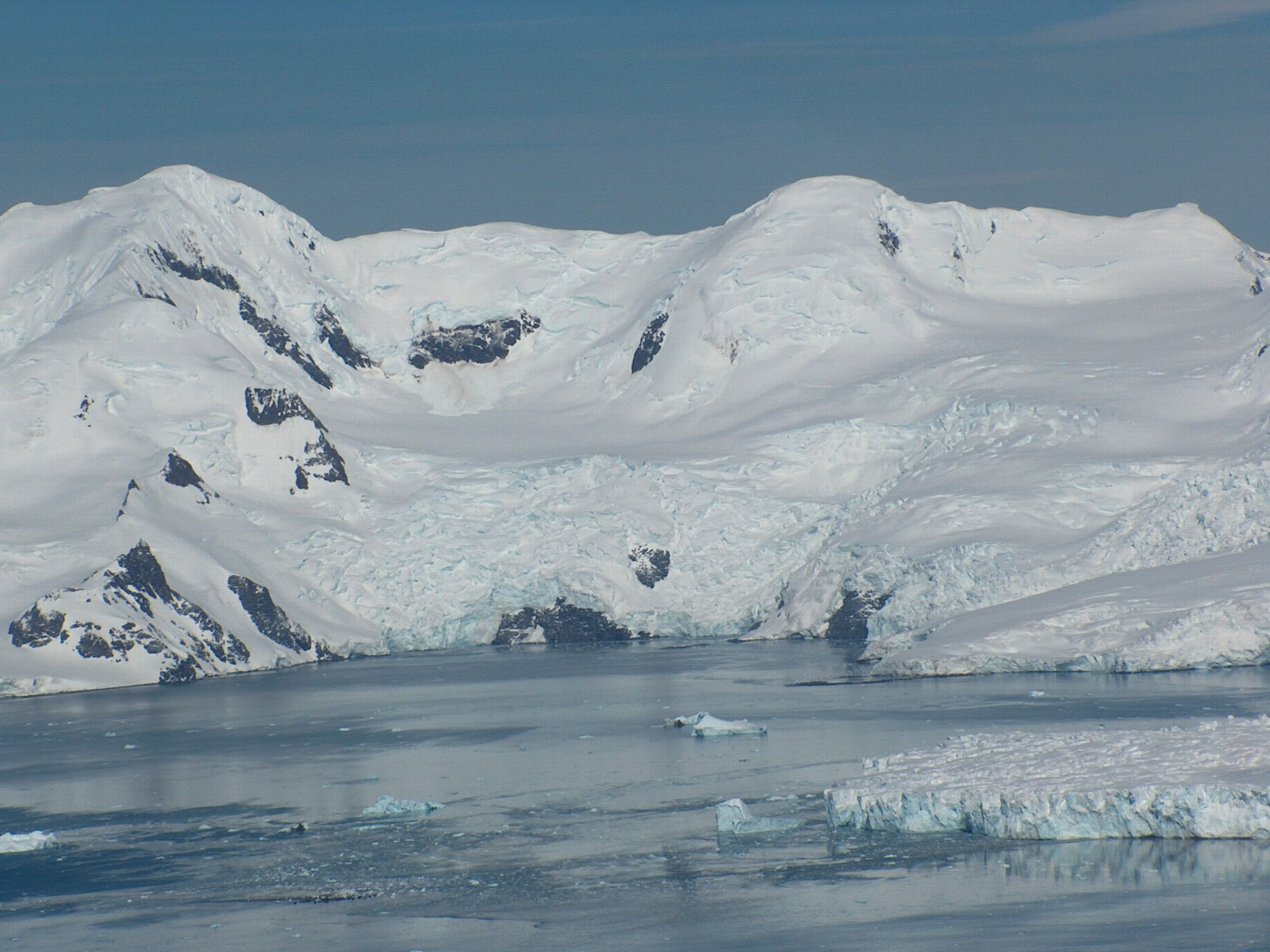
Бухта Брюкс (на фоні) від Мізія Пік, увінчана делчев Пік і Русе Пік.

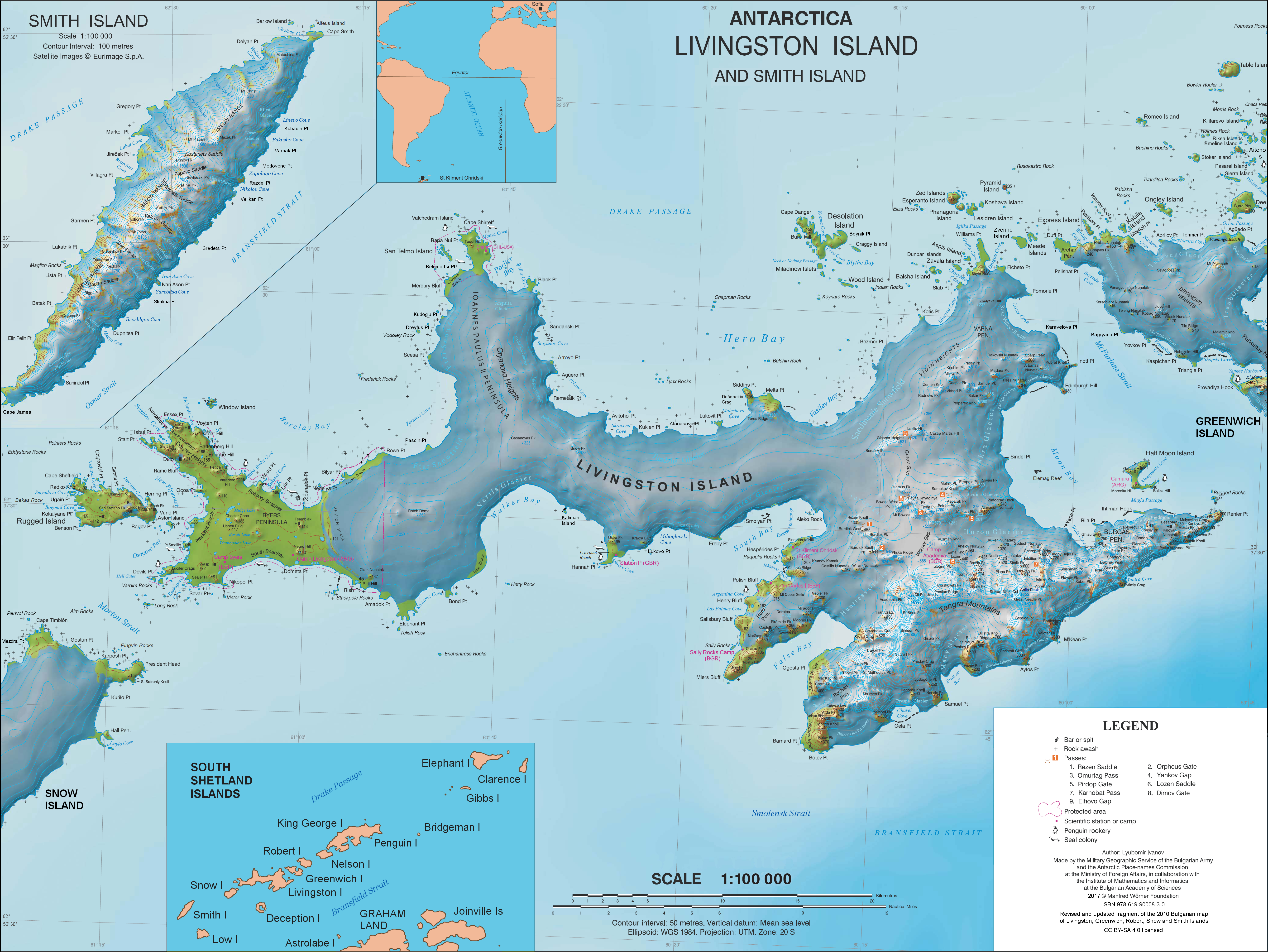
Топографічна карта острова Лівінгстон.

Бухта Брюкс — бухта шириною 1.93 км на відступ 1,75 км на південному узбережжі Місячної затоки на сході острова Лівінгстон, Південних Шетландських островах в Антарктиді. Знаходиться між точкою Яна та точкою Ріла. Більша частина узбережжя бухти утворена кінцем льодовика Іскар.
Ця бухта названа на честь барона Олексія-Віталя-Джозефа (ісп. Alejo de Bruix) (близько 1790–1825), французький військовий, який брав участь у наполеонівських війнах та іспано-американських війнах за незалежність.

## Розташування
Бухта Брюкс знаходиться за координатами 62°37′40″ пд. ш. 59°59′00″ зх. д. / 62.62778° пд. ш. 59.98333° зх. д., Британське картографування у 1968 р., Чилійське у 1971 р., Аргентинське у 1980 р., Іспанське у 1991 р. Та болгарське у 2005 та 2009 рр.

## Карти
- Південні Шетландські острови. [Архівовано 2 червня 2021 у Wayback Machine.] Масштаб 1: 200000 топографічної карти. DOS 610 Аркуш W 62 60. Толворт, Велика Британія, 1968 рік.
- Південні Шетландські острови. [Архівовано 24 березня 2012 у Wayback Machine.] Масштаб 1: 200000 топографічної карти. DOS 610 Аркуш W 62 58. Толворт, Велика Британія, 1968 рік.
- Острів Лівінгстон і Децепсьон. Карта топографіки ескала 1: 100000. Мадрид: Servicio Geográfico del Ejército, 1991.
- Л. Л. Іванов та ін. Антарктида: острів Лівінгстон та острів Гринвіч, Південні Шетландські острови . Масштаб 1: 100000 топографічної карти. Софія: Комісія Болгарії з антарктичних назв, 2005
- Л. Л. Іванов. Антарктида: острови Лівінгстон та Гринвіч, Роберт, Сноу та Сміт [Архівовано 24 квітня 2008 у Wayback Machine.] . Масштаб 1: 120000 топографічної карти. Троян: Фонд Манфреда Вернера, 2009.ISBN 978-954-92032-6-4
- Антарктична цифрова база даних (ADD). [Архівовано 5 березня 2017 у Wayback Machine.] Масштаб 1: 250000 топографічної карти Антарктиди. Науковий комітет з антарктичних досліджень (SCAR), 1993–2016.